# Trasduttore di posizione angolare

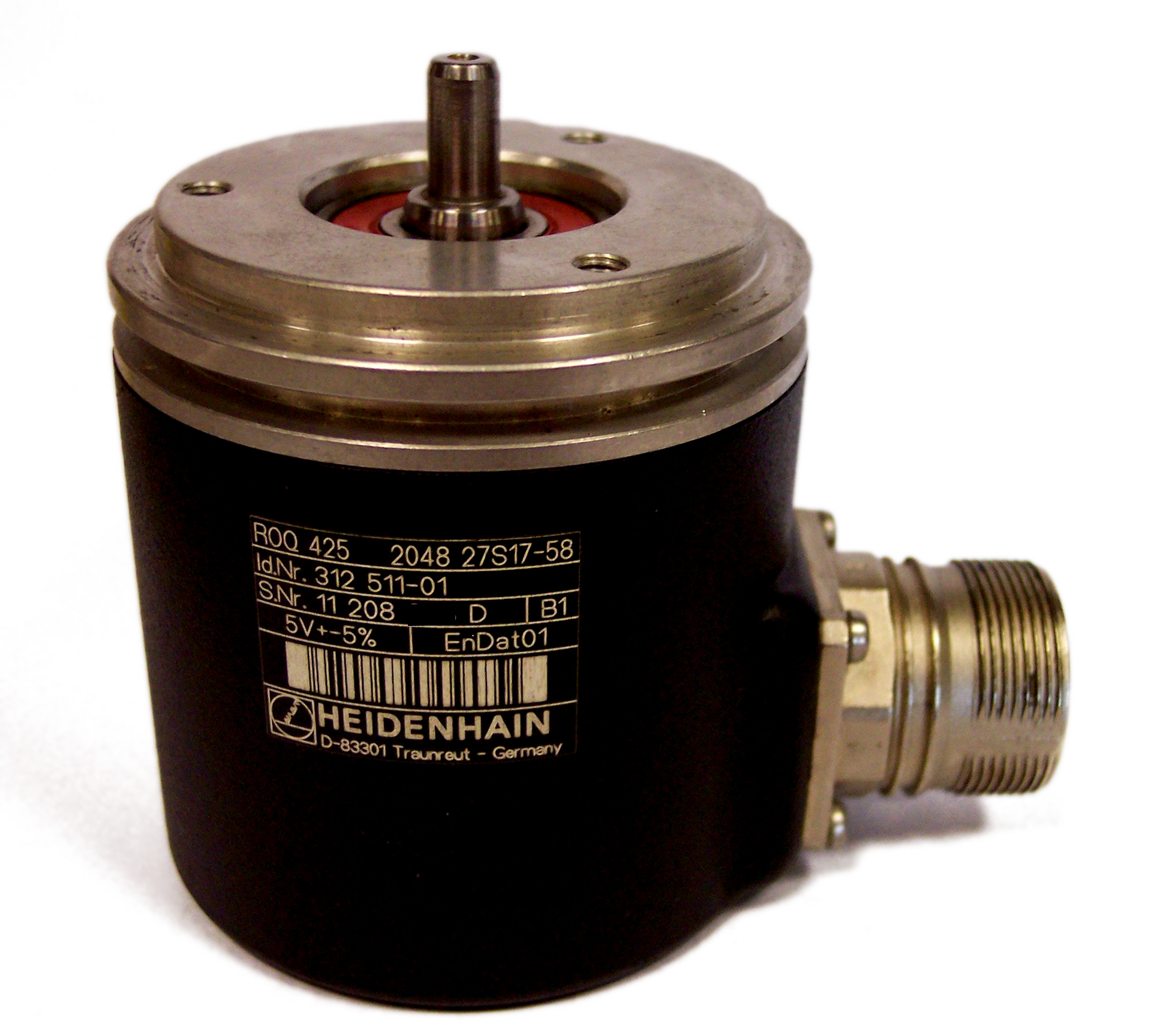
Un encoder assoluto della Heidenhain

Un trasduttore di posizione angolare (in inglese: rotary encoder) è un dispositivo elettromeccanico in grado di convertire la posizione o il moto angolare in un codice digitale.
Esistono sostanzialmente due tipi di trasduttori di posizione angolare:
Il primo tipo rileva la posizione senza avere un vincolo meccanico, cioè sfrutta la forza di gravità.
Il secondo tipo richiede un vincolo.
Del primo tipo il più noto è l'inclinometro detto anche convertitore d'angolo.
Del secondo tipo il più noto è il trasduttore di posizione angolare, in ingegneria elettronica detto anche encoder, un dispositivo elettromeccanico che converte la posizione angolare del suo asse rotante in brevi impulsi elettrici che necessitano di essere elaborati da un circuito di analisi del segnale sotto forma di segnali numerici digitali. L'analogo analogico lineare è detto resolver.

## Descrizione
Nella forma più semplice si possono distinguere due parti:
- il corpo, che costituisce la parte fissa, con all'interno la componentistica elettrica/elettronica (sensori, circuiti ecc.);
- il rotore, che costituisce la parte rotante, che normalmente termina con un albero da collegare all'asse di cui si desidera effettuare la lettura.

I segnali elettrici d'uscita trasmettono le informazioni relative alla posizione o allo spostamento del rotore rispetto al corpo.

## Encoder tachimetrici, relativi e assoluti

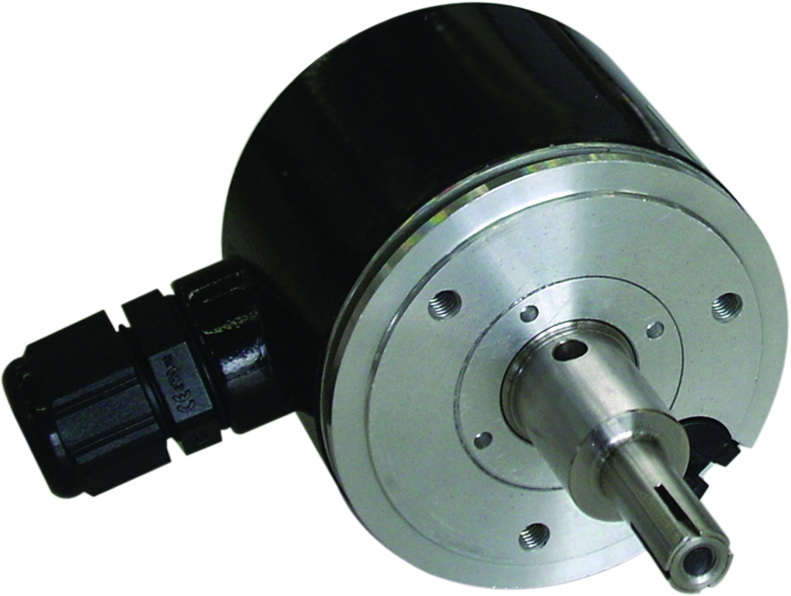
Trasduttore di posizione angolare

Gli encoder si possono dividere in tre grandi categorie:
- tachimetrici;
- relativi (noti anche come "incrementali");
- assoluti.

Negli encoder tachimetrici una traccia a tacche bianco-nere è fissata sull'oggetto di cui si vuole misurare lo spostamento; ogni volta che c'è un passaggio scuro-chiaro, un sensore la rileva ed invia un impulso che viene registrato da un contatore elettronico. La distanza misurata è proporzionale al numero n di impulsi misurati dal contatore. Il numero di impulsi contati nell'unita di tempo è proporzionale alla velocità rilevata durante lo spostamento; per questo l'encoder è detto tachimetrico.
Negli encoder relativi, i segnali elettrici d'uscita sono proporzionali allo spostamento del rotore rispetto al corpo; da essi, semplici circuiti possono leggere e visualizzare la velocità e l'accelerazione dell'asse in esame, ma non la posizione istantanea.
La posizione assoluta del rotore può essere ricavata mantenendo un costante conteggio dei segnali elettrici d'uscita, previa un'operazione iniziale di ricerca riferimento, la quale viene eseguita ad ogni fine corsa mediante un impulso apposito.
Negli encoder assoluti i segnali elettrici d'uscita codificano l'esatta posizione istantanea del rotore rispetto al corpo; così, in qualsiasi momento, un adeguato circuito di decodifica può decodificare e visualizzare la posizione angolare dell'asse in esame. I dati relativi allo spostamento dell'asse (direzione, velocità e accelerazione) sono derivati dall'elaborazione della sua posizione assoluta nel tempo.
La ricerca riferimento (o homing) è un'operazione per cui il circuito di controllo muove l'asse, in modo tale da leggere un segnale di riferimento (generato dall'encoder stesso, o da una fonte esterna) che individua la posizione da considerarsi come lo "zero" dell'asse. Su questo punto vengono azzerati i contatori, e, da quel momento, la posizione del rotore sarà nota per il costante aggiornamento dello spostamento rispetto a questo "zero".
In caso di assenza di segnale elettrico, tale riferimento viene perso ed il sistema deve ruotare fino a ritrovare il suo fine corsa per stabilire il punto esatto in cui si trovava. Per ottenere ciò, spesso in un encoder incrementale di tipo ottico è presente una traccia ulteriore che presenta lungo tutta la sua lunghezza una sola sezione opaca, mentre tutto il resto della sezione è trasparente. Nel momento in cui si voglia ritornare nella configurazione di "home", basterà far ruotare l'encoder fino a raggiungere il suddetto riferimento.
Esistono anche encoder lineari, aventi lo stesso principio di funzionamento degli encoder rotativi (tachimetrici, relativi o assoluti), con la differenza di rilevare la posizione lungo un asse lineare.

## Applicazioni
L'encoder, montato all'interno di appropriate strutture meccaniche, e collegato ad adeguate apparecchiature elettroniche, è in grado di misurare:
- spostamenti angolari, quando, il rotore è collegato su un asse, viene usato per rilevare direttamente la posizione angolare di quest'ultimo;
- spostamenti lineari, quando viene montato su un asse rotante che movimenta:
  - un carro tramite un sistema vite/chiocciola;
  - un asse traslante tramite un sistema pignone/cremagliera;
- velocità di rotazione e accelerazioni, quando l'apparecchiatura di lettura è utilizzata per rilevare direttamente questi dati.

Questi trasduttori, per la loro vastissima gamma di modelli, sono validamente applicati in tutto il mondo su: controlli di processo industriale, robot industriali, macchine utensili, strumenti di misura, plotters, divisori, laminatoi, macchine per lamiera, bilance e bilici, antenne e telescopi, macchine per la lavorazione del vetro, marmo, cemento, legno, impianti ecologici, macchine tessili, conciarie, gru, carri ponte, presse, macchine da stampa, imballaggio, ecc.

## Struttura
Gli encoder possono essere realizzati basandosi su diversi principi di trasduzione:

### Encoder capacitivi/induttivi
Questi encoder si basano sulla capacità sensore di prossimità (proximity) di leggere i denti di un ingranaggio o delle forature presenti su un disco metallico (ruota fonica). L'ingranaggio o il disco costituiscono il rotore dell'encoder.
Posizionando opportunamente denti o forature è possibile codificare un settore di rotore pari alla sua risoluzione angolare.

### Encoder magnetici
Si basano sull'effetto hall, dove un sensore rileva i denti di un ingranaggio o delle forature presenti su un disco metallico (ruota fonica).

### Encoder potenziometrici
Questi encoder si basano sulla caratteristica di un potenziometro di emettere un segnale elettrico proporzionale alla posizione che assume il suo rotore. Questi tipi di encoder sono pertanto solo di tipo assoluto.

### Encoder ottici
In questi encoder dei sensori ottici (fotoresistenze o fotodiodi) leggono una matrice di aree trasparenti e opache, stampate sul rotore.
In modo non dissimile dagli encoder capacitivi, la matrice è realizzata con un'alternanza di aree tali da codificare un settore di rotore pari alla sua risoluzione angolare.